# Netscape Communications
Netscape Communications war ein US-amerikanisches Softwareunternehmen, das ab 1994 den Webbrowser Netscape Navigator entwickelte und vermarktete. Nach wechselvoller Geschäftsentwicklung wurde das börsennotierte Unternehmen 1998 zum Wert von 4,2 Milliarden US-Dollar mit dem Unternehmen AOL fusioniert. Es bestand im Konzern unter dem Namen Netscape Communications weiter, wurde jedoch zum 15. Juli 2003 aufgelöst.

## Geschichte

### Selbstständiges Unternehmen
Netscape wurde am 4. April 1994 als Mosaic Communications Corporation von Marc Andreessen gegründet, einem der Mitentwickler des Webbrowsers NCSA Mosaic, und dem Computerunternehmer James H. Clark, der die Gründung mit 9 Millionen US-Dollar erst ermöglichte. Der von ihm entwickelte Browser wurde zunächst als Mosaic Netscape, dann als Netscape Navigator auf den Markt gebracht. Mit der im November 1994 erfolgten Umbenennung in Netscape Communications Corporation wurden Konflikte mit den Inhabern der Rechte von NCSA Mosaic vermieden.
Netscape ging im August 1995 an die Börse und veröffentlichte in Folge weitere Versionen des Browsers, der im Paket mit HTML-Editor, E-Mail- und News-Anwendung nun Netscape Communicator hieß. Im Januar 1998 rief das Unternehmen das Mozilla-Projekt ins Leben, nachdem Netscape aufgrund der aggressiven und später kartellrechtlich abgestraften Vermarktungspolitik Microsofts zugunsten von dessen Internet Explorer stark an Marktanteilen verloren hatte.
Nach diesem sogenannten Browserkrieg versuchte Netscape mit dem Netscape Communicator 4.5 im Oktober 1998 einen Neuanfang, der durch die Übernahme des Unternehmens durch AOL im November 1998 in Frage gestellt wurde.

### Entwicklung im AOL-Konzern
Schon seit 1998 bestanden Zweifel an der Ernsthaftigkeit von AOL, die Entwicklung des Netscape-Browsers weiterzuführen. Als AOL-Time-Warner und Microsoft ihren Streit um die Marktverdrängung von Netscape durch Internet Explorer mit Zahlung von 750 Millionen US-Dollar von Microsoft an AOL im Mai 2003 außergerichtlich beilegten und AOL die lizenzfreie Benutzung der Rendering-Engine des Internet Explorers für weitere sieben Jahre zugestanden wurde, schien ein Ausstieg von AOL aus der Mozilla-Entwicklung wahrscheinlich.
Am 15. Juli 2003 entließ AOL daher wenig überraschend die letzten fünfzig Entwickler des Browsers und stellte sein finanzielles Engagement beim Mozilla-Projekt ein. Die Rechte an der kompletten Netscape-Technologie, im Wesentlichen die Rendering-Engine Gecko sowie der Bugtracker Bugzilla wurden auf die neu gegründete Mozilla Foundation übertragen, die AOL zudem mit zwei Millionen Dollar Startkapital ausstattete. Damit endete das Engagement AOLs an der aktiven Entwicklung der Netscape-Browser-Technologie.
AOL behielt die Rechte an der Marke Netscape und versuchte seit Herbst 2003 unter diesem Namen in Nordamerika einen zweiten Internet-Zugangsdienst aufzubauen.

### Weiterentwicklung der Software
Dennoch veröffentlichte AOL im August 2004 eine weitere Version (7.2) des Netscape Communicator, die auf Mozilla 1.7 basierte. Am 19. Mai 2005 wurde Netscape 8.0 veröffentlicht. Der völlig neu gestaltete Browser, der nun auf Mozilla Firefox basierte, bot zahlreiche bereits integrierte Features und Gimmicks, lief aber entgegen der Netscape-Tradition nur noch auf Windows-Betriebssystemen, da er auch die Engine des Internet Explorers nutzte. Die Gecko-Engine war jedoch für die Benutzeroberfläche zuständig. Der Browser war eine Auftragsentwicklung eines kanadischen Softwareunternehmens und wurde wie alle Netscape-Versionen seit 2003 nur noch in Nordamerika aktiv vermarktet.
Anfang Januar 2007 wurde bekannt, dass Netscape an einer neuen Browser-Version arbeitete. Im Gegensatz zu Netscape 8 wurde Netscape Navigator 9 wieder intern entwickelt; in Anknüpfung an alte Traditionen wurde der Browser wieder Navigator genannt. Auch Netscape Navigator 9 basierte auf Mozilla Firefox, band aber anders als Version 8 nicht mehr die Internet-Explorer-Engine ein und erschien daher wieder für Windows, Mac und Linux. Die erste finale Version (9.0) wurde am 15. Oktober 2007 freigegeben; am 10. Dezember Version 9.0.0.5. Gleichzeitig wurde bekannt, dass Netscape auch an einem E-Mail-/News-Programm arbeitete, das unter dem Namen Netscape Messenger erscheinen sollte; eine erste Alpha-Version erschien am 15. November 2007. Netscape Messenger basierte auf Mozilla Thunderbird.
Am 28. Dezember 2007 gab AOL jedoch bekannt, aus der Entwicklung des Browsers auszusteigen und den Support für sämtliche Netscape-Browser am 1. Februar 2008 einzustellen. Als Begründung wurde angegeben, dass die Investitionen für eine ausreichende Weiterentwicklung in der Unternehmensausrichtung von AOL keinen Raum fänden. Den Nutzern wurde empfohlen, auf Firefox umzusteigen und die von Netscape bereitgestellten Erweiterungen zu verwenden, um Firefox in Aussehen und Bedienung Netscape anzupassen. Der Netscape-Support wurde von der AOL-Tochter bis 1. März 2008 verlängert.

## Produkte
Obwohl Netscape mit dem gleichnamigen Browser gleichgesetzt wurde, verdiente das Unternehmen das meiste Geld im Business-to-Business-Bereich.
1994 entstand der erste Webserver, später kamen noch Mail-, Videokonferenz- und Streaming-Media-Server hinzu.